# Rayón (San Luis Potosí)
Rayón è una municipalità dello stato di San Luis Potosí, nel Messico centrale, il cui capoluogo è la omonima località.
Conta 15.707 abitanti e ha una estensione di 758,92 km².